# Siete Iglesias de Trabancos
Siete Iglesias de Trabancos est une commune de la province de Valladolid dans la communauté autonome de Castille-et-León en Espagne.

## Sites et patrimoine
Les édifices les plus caractéristiques de la commune sont :
- Église San Pelayo ;
- Chapelle del Cristo del Humilladero.

## Personnalité
- Diego Vaca de Vega, conquistador du XVIIe siècle, y est né à une date inconnue.